# Гіброт
Гібро́т (скорочення від «гібридний робот») — це кібернетичний організм у вигляді робота, керованого комп'ютером, що складається з електронних та біологічних елементів. Біологічні елементи, як правило, нейрони щура з'єднані з комп'ютерним чипом. Цей дослід був вперше здійснений доктором Стівом Поттером, професором біомедичної інженерії в Технологічному інституті Джорджії:
| Ліві лапки | В ході експерименту, Поттер розміщає краплю розчину, що містить тисячі нейронних клітин щурів на кремнієвому чипі, який має 60 вбудованих електродів, з'єднаних з підсилювачем. Електричні сигнали, що генерують клітини, реєструють за допомогою електродів, які потім відправляють посилений сигнал на комп'ютер. Комп'ютер, в свою чергу, безпровідно передає дані до робота. | Праві лапки |

| Ліві лапки | Потім робот проявляє цю активність нейронів фізичними рухами, кожен з його рухів є прямим результатом взаємодії нейронів. Робот також посилає інформацію назад до клітин. Обладнаний датчиками світла, робот отримує вхідні дані про його розташування в певному районі, по відношенню до інфрачервоних сигналів, що утворюють кордон. | Праві лапки |

Різниця між гібротом і кіборгом в тому, що останній термін зазвичай використовується для позначення кібернетично покращеної людини або тварини; в той час як гіброт це абсолютно новий тип істоти побудований з органічних і штучних матеріалів. Мабуть, правильно вважати гіброт «напів-життям», цей термін також використовується винахідниками гіброта.
Особливістю гіброта є його довговічність. Нейрони, виділені з живого мозку, зазвичай помирають вже через пару місяців. Однак, за допомогою спеціально розробленого інкубатора, побудованого навколо газонепроникної камери культури, винахідники домоглися вибіркової проникності для діоксиду вуглецю та абсолютної непроникності для парів води. Це значно знижує ризик забруднення і випаровування, і може продовжити термін служби гіброта на один-два роки.